# کولانلی، سالیان
کولانی (به ترکی آذربایجانی: Kolanı) یک منطقه مسکونی در جمهوری آذربایجان است که در شهرستان سالیان و در دهیاری قره‌باغ‌لی واقع شده است.

## دین
در مسجد جامع کولانی به‌نام امام علی یک هیئت مذهبی وجود دارد.